# GOLDEN☆BEST やしきたかじん
『GOLDEN☆BEST やしきたかじん』（ゴールデンベスト やしきたかじん）は、やしきたかじんのベスト・アルバム。2008年12月17日に初盤が発売。その後2010年11月24日にEANを引き継いだ形で現行盤が再発されている。

## 内容
ビクターエンタテインメントが『GOLDEN☆BEST』シリーズの一つとしてリリースした1枚。キング時代からポリスター時代の2003年の楽曲迄を網羅して選曲された2枚組、全30曲を収録。

## 記録
2014年1月3日に、たかじんが逝去したと報道されたことから、本作が同年1月20日付のオリコンウィークリーチャート136位にランクイン。更に翌週1月27日付には10位に急上昇。演歌・歌謡曲部門で首位を獲得。たかじん全ての作品を通じ、シングル「砂の十字架」での最高位21位を約32年10ヶ月振りに更新したことになる。

## 収録曲

### DISC1
1. ゆめいらんかね（3：57）
2. 明日になれば（4：56）
3. 過ぎゆく暮し（4：50）
4. ラスト・ショー（4：29）
5. 空車（3：49）
6. ラヴ・イズ・オーヴァー（4：23）
7. あんた（4：09）
8. My Friend（4：52）
9. Too far away（7：36）
10. やっぱ好きやねん（4：28）
11. トワイライト・ジェラシー（3：45）
12. 雨の日はバラードで（5：07）
13. 哀しみのAgain（4：50）
14. 午前2時のモノローグ（4：56）
15. 生まれる前から好きやった（4：26）

※1～5:Licensed by KING RECORDS CO.,LTD.

### DISC2
1. ICHIZU（4：50）
2. 未練〜STILL〜（4：14）
3. 摩天楼物語（ストーリー）（4：11）
4. 歌って死ねるなら（4：51）
5. 愛することを学ぶのに（4：52）
6. 順子（5：19）
7. 大阪恋物語（5：24）
8. ついてくよ（4：38）
9. ひとり覚え（4：27）
10. なめとんか（4：52）
11. たった独りのアンコール（5：05）
12. 東京（4：28）
13. 嘘を置き去りに（5：32）
14. 最後のネクタイ（6：58）
15. My memory（4：31）

※11～15:Licensed by POLYSTAR CO.,LTD.